# Paranerita flexuosa
Paranerita flexuosa är en fjärilsart som beskrevs av William Schaus 1911. Paranerita flexuosa ingår i släktet Paranerita och familjen björnspinnare. Inga underarter finns listade i Catalogue of Life.